# Fatbursgatan

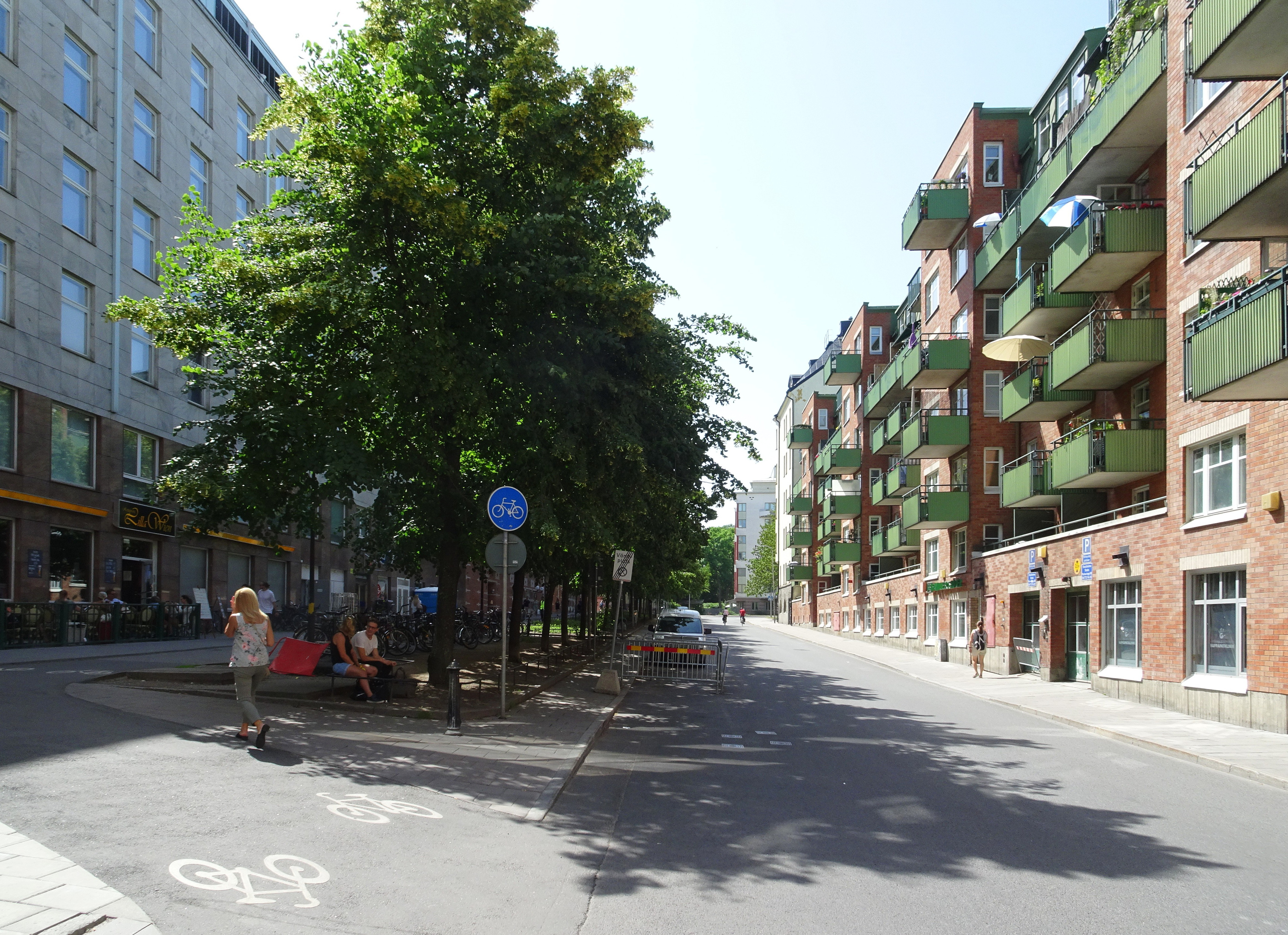
Fatbursgatan västerut, juni 2019.

Fatbursgatan är en gata på Södermalm i Stockholm. Gatan sträcker sig idag österut mellan Timmermansgatan och Björngårdsgatan samt västerut från Timmermansgatan cirka 140 meter in i området Bergsgruvan. Gatan är uppkallad efter den försvunna sjön Fatburen och fick sitt nuvarande namn 1885.

## Historik

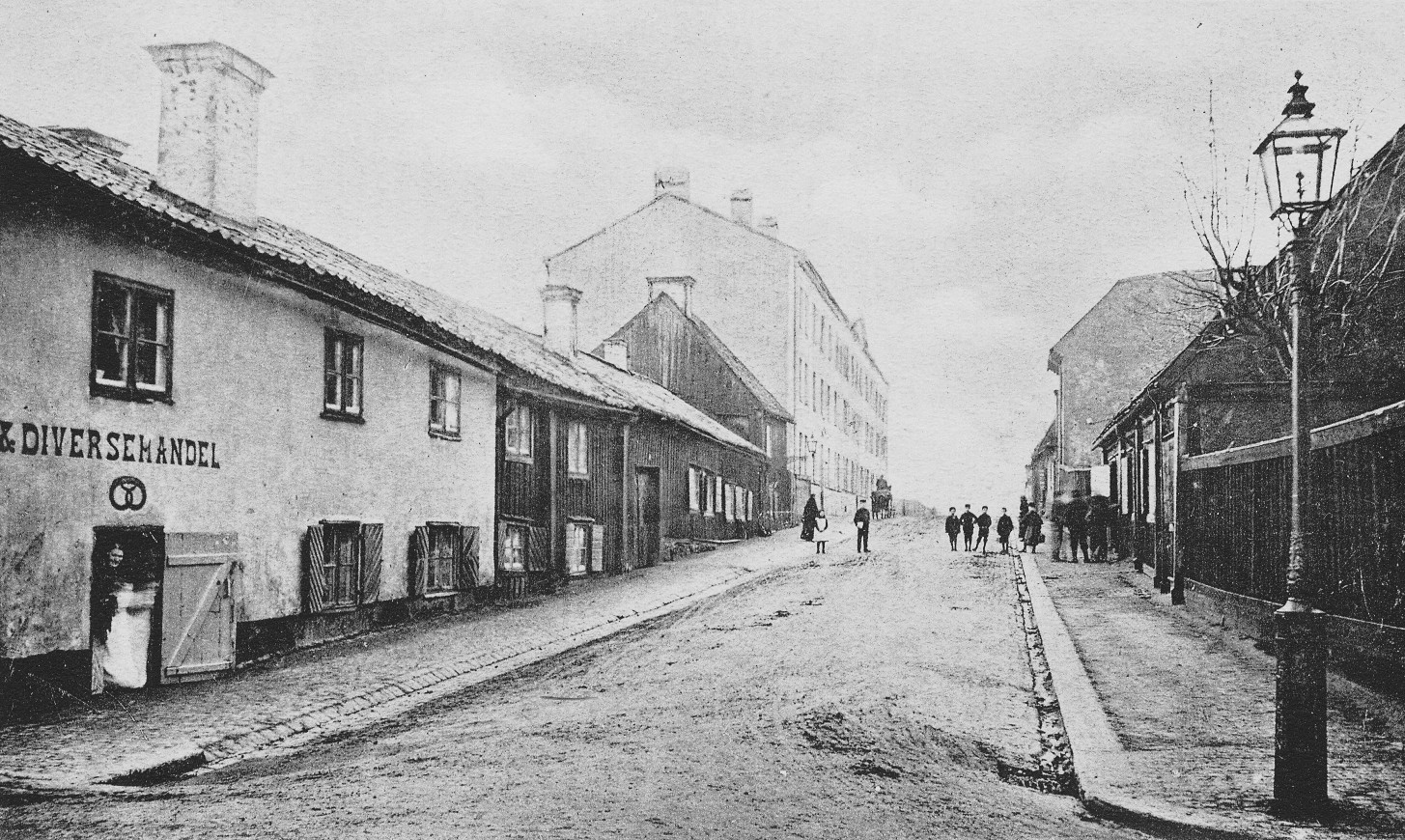
Fatbursgatan västerut från Timmermansgatan, äldre vykort, 1890–1900.

Gatunamnet ”Fatbursgatan” var tidigare knutet till flera andra gator som låg i sjön Fatburens närhet. Exempelvis kallades den södra delen av nuvarande Björngårdsgatan 1647 för Fateburs gathun och delen av nuvarande Folkungagatan som ligger väster om Götgatan betecknas i Holms tomtbok från 1674 som Fateburs Gathan. 
I samband med den stora namnrevisionen i Stockholm 1885 beslöts att ge namnet Fatbursgatan åt ”Tantogatan från järnvägen österut och dess förlängning till Björngårdsgatan”. Med järnvägen avses Västra stambanan som drogs på 1860- och 1870-talen genom Södermalm. I korsningen Timmermansgatan / Fatbursgatan anordnades ett litet torg och här uppfördes Stockholms södras första stationshus.

## Bebyggelsen
Bebyggelsen längs med Fatbursgatans östra del domineras idag av större bostadshus som uppfördes i samband med tillkomsten av Södra stationsområdet som tog form under 1980- och 1990-talen. I hörnet med Björngårdsgatan ligger kvarteret ”Dykärret mindre” där Nürnbergs Bryggeri hade sin verksamhet. Byggnaden vid Fatbursgatan 2 uppfördes 1903–1905 för bryggeriet. I kvarteret ”Färdknäppen” vid Fatbursgatan nr 31–35 märks tre identiska bostadshus uppförda vid sekelskiftet 1900 av Stockholms stad för dess arbetare.

## Bilder

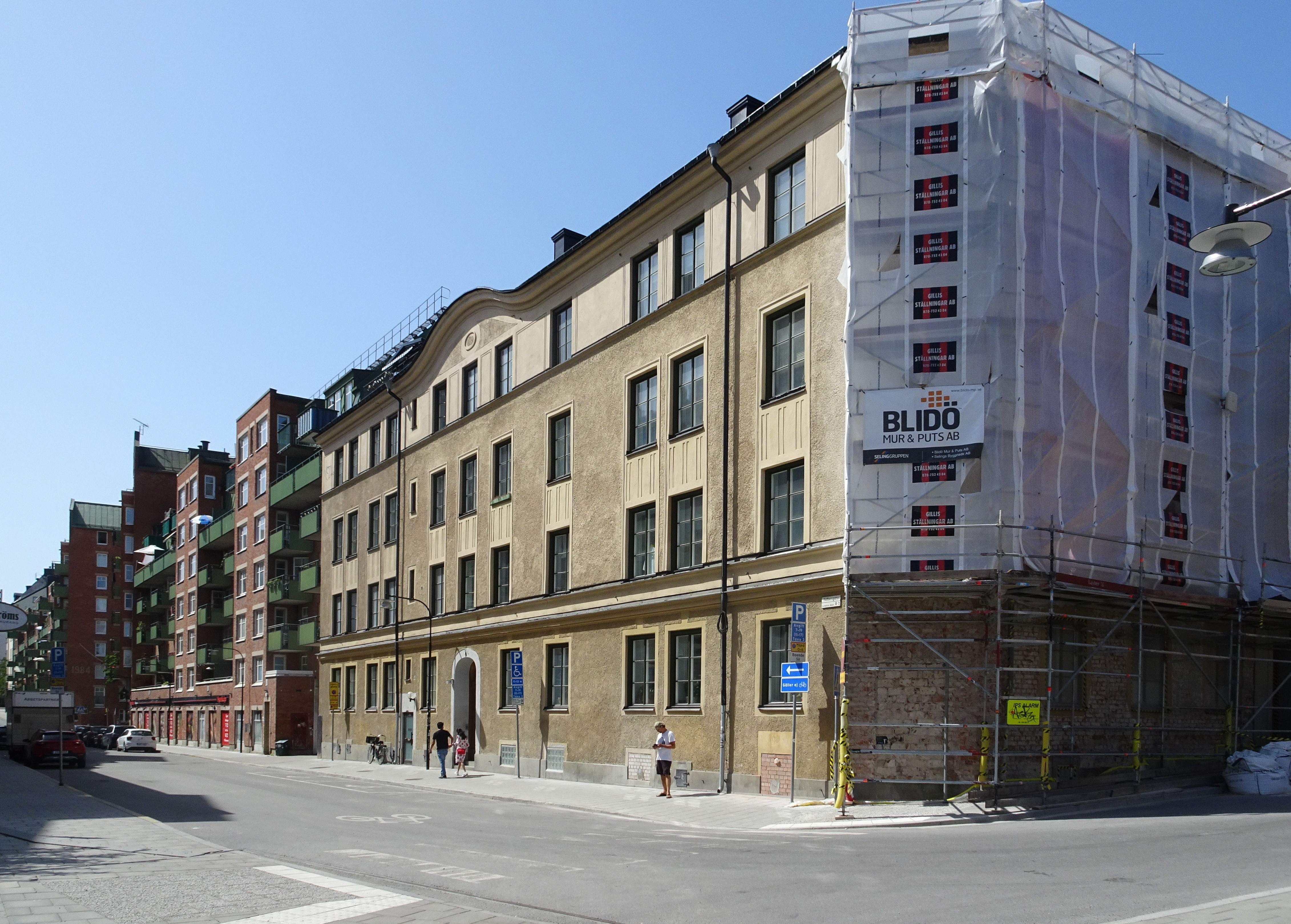
Fatbursgatan 2, kvarteret Dykärret mindre.
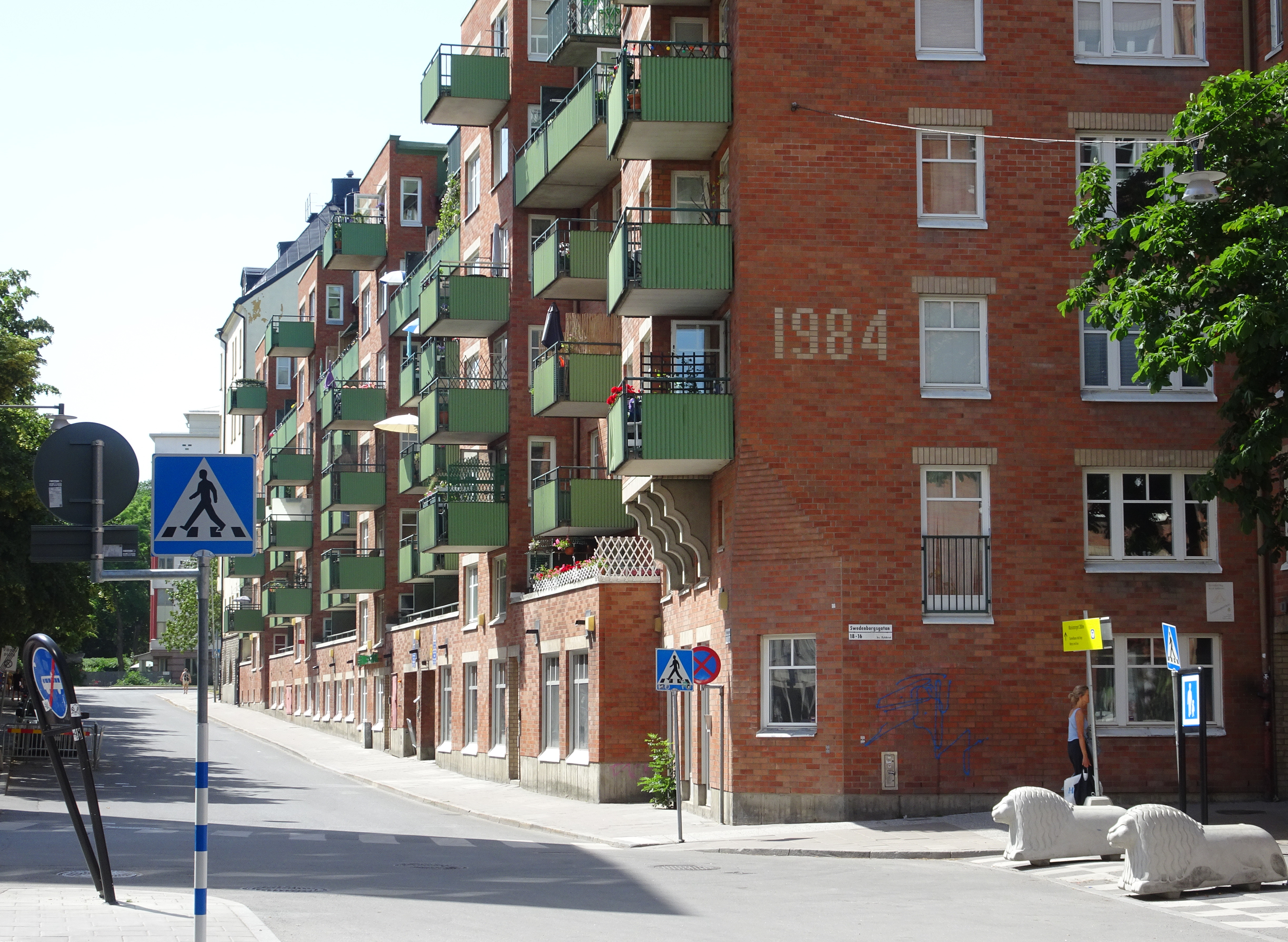
Fatbursgatan 8, kvarteret Dykärret.
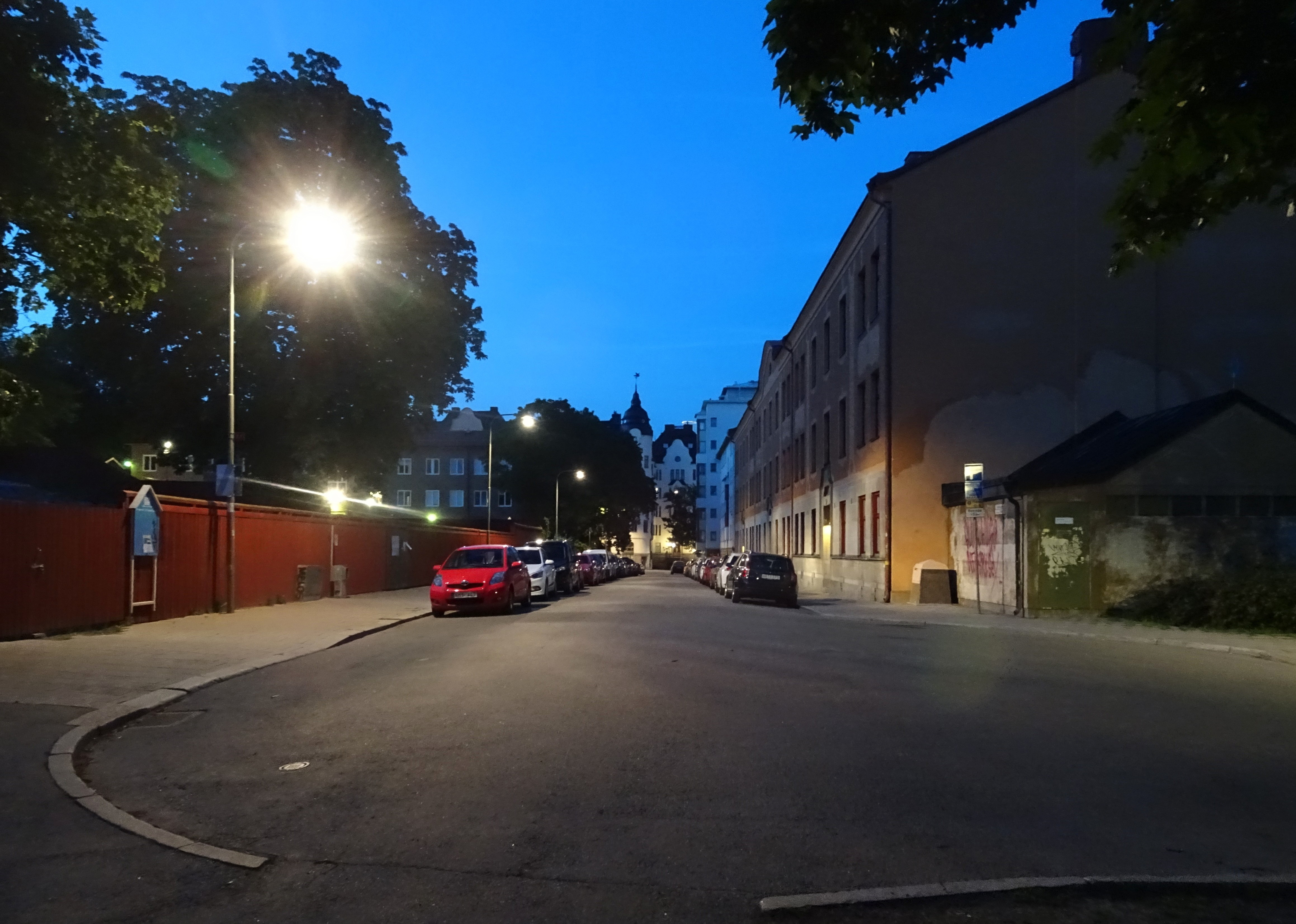
Fatbursgatan österut från området Bergsgruvan.
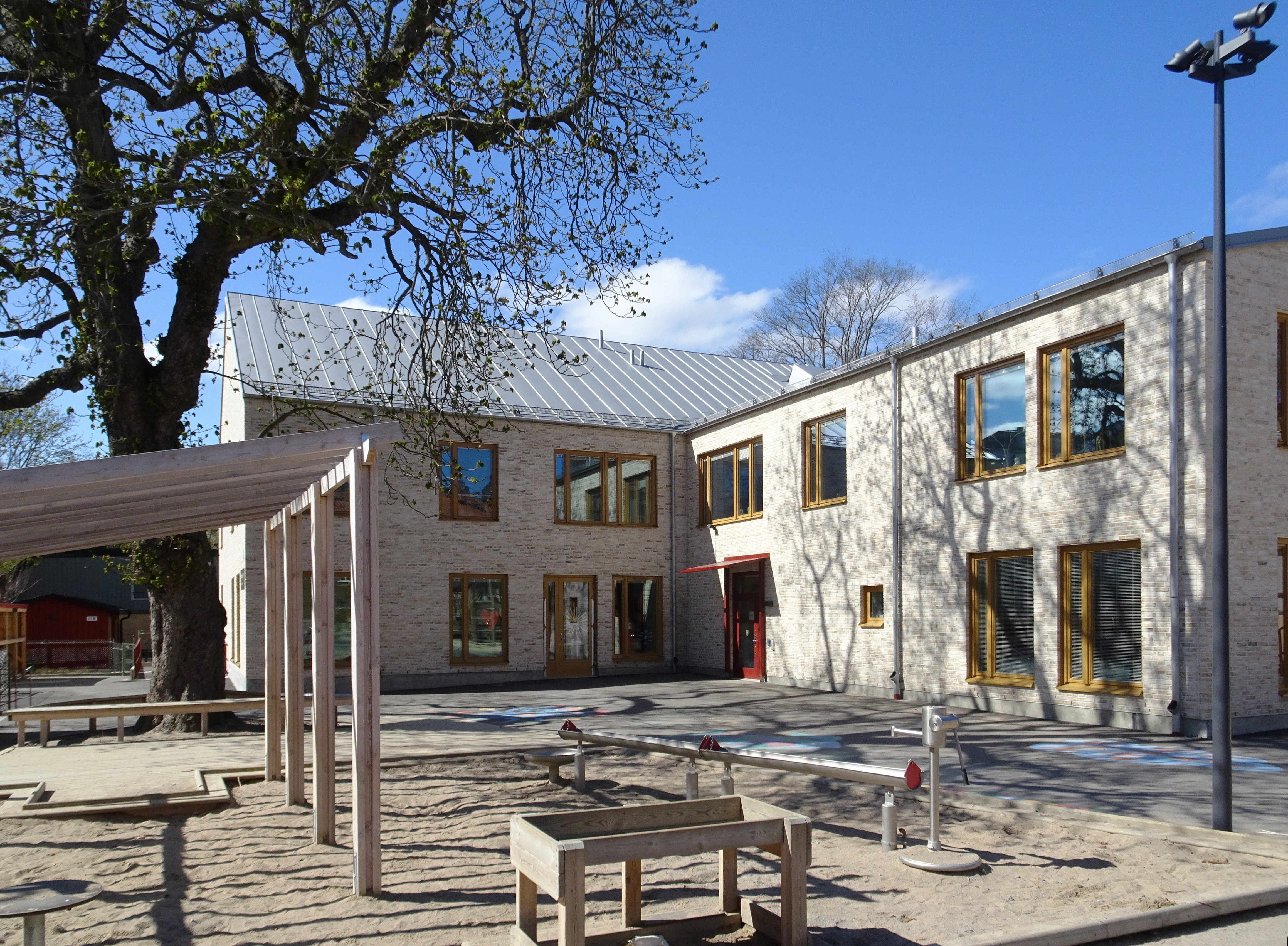
Förskolan Kastanjen, Fatbursgatan 36.